# Hypera venusta
Hypera venusta är en skalbaggsart som först beskrevs av Fabricius 1781.  Hypera venusta ingår i släktet Hypera, och familjen vivlar. Arten är reproducerande i Sverige.